# Förklaringstecken

Forklaringstegnet i Aasen (1873), Norsk ordbog med dansk forklaring.

Förklaringstecken (ɔ: eller ɔ) utmärker att en förklaring följer. Vid uppläsning kan det återges med »det är», »det vill säga», »eller». Vanligen sätts förklaringstecknet och förklaringen inom parentes, till exempel: Hela världen (ɔ: varje sakkunnig) delar hans åsikt.
Detta tecken nyttjas sällan i svensk skrift. Det är vanligare i danska och norska texter.